# Еоху Айрем
Еоху Айрем (ірл. Eochu Airem), він же: Еоху Орач, Еоху мак Фінн, Еохайд Айрем — верховний король Ірландії. Час правління: 82 — 70 до н. е. (згідно з «Історією Ірландії» Джеффрі Кітінга) або 131 — 116 до н. е. (відповідно до «Хроніки Чотирьох Майстрів»). Зайняв престол верховного короля Ірландії після смерті свого брата Еоху Фейдлеха. Правив протягом 12 або 15 років. Був вбитий — спалений живцем в своїй фортеці Фремайні Тетба (ірл. Fremain) Сігмаллом Сіхетна (ірл. Sigmall Sithienta). 

## Еоху Айрем в легендах та переказах
Еоху Айрем згадується в ірландських міфах та легендах. Зокрема, в скелі «Сватання Етайн» (ірл. «Tochmarc Étaíne»). У легендах розповідається, що Еоху Айрем прийшов до влади і влаштував «Свято Тари» на якому васальні королі регіональних королівств і вожді ірландських племен мали скласти присягу на вірність верховному королю. Повідомляється, що правителями регіональних королівств були тоді Конхобар мак Неса, Мес Гегра, Тігернах Тетбаннах, Ку Рої, Айліль мак Мата Муріск. Головними фортецями верховного короля Еоху Айрема були фортеці Дун Фремайн в королівстві Міде та Дун Фремайн в землі Тетба. Останню король найбільше любив і переважно в ній жив. Але васальні королі і вожді племен відмовились складати присягу верховному королю доти, доки в нього не буде дружини. 
Вибрав король собі за дружину Етайн дочку Етара. Але як виявилось, Етайн насправді була жінкою з потойбічного світу (сіду), куди в давнину пішло плем’я яке називалось Діти Богині Дану (Племена Богині Дану — Туата Де Дананн ). Вона була вигнана з потойбічного світу через ревнощі Фуамнах – дружини Мідіра. Після свого вигнання з сіду вона отримала нове втілення в родині короля Уладу. Мідір прийшов з потойбічного світу і повідомив Етайн, хто вона насправді і як опинилася у світі людей. Потім Мідір у вигляді воїна з’явився в фортецю Еоху Айрема. Мідір представився як майстер гри в фідхелл (гри, правила якої були забуті ще в давнину, очевидно, щось схоже на шахи), яку король дуже любив і поважав. Король почав грати з Мідіром в фідхелл. Мідір спочатку програв кілька партій і король отримав виграш – коней та виконання низки важких робіт – будування загати на болоті та ін. Але потім король програв Мідіру свою дружину Етайн. Еоху Айрем не захотів віддавати йому свою дружину, але Мідір викрав її користуючись своїми здібностями в магії. 

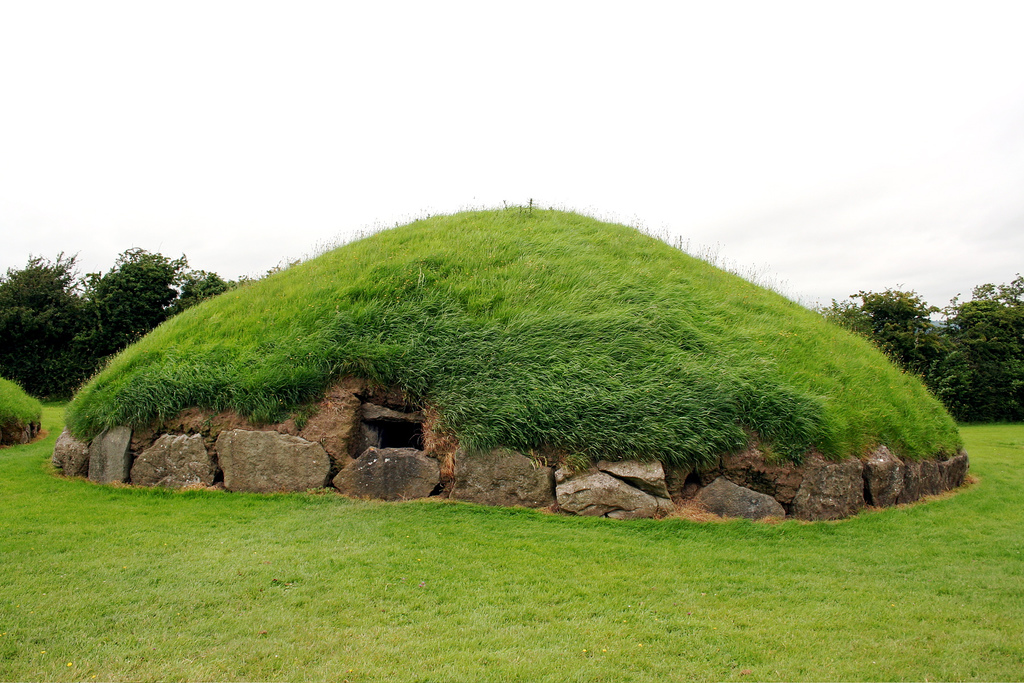
Курган-пагорб — Наут

Тоді король Еоху Айрем почав шукати свою дружину розриваючи пагорби, де були розташовані сіди – потойбічні світи. Для жителів потойбічного світу – сідів це було неприпустимо і вони погодились повернути Етайн королю, якщо той вгадає, хто його дружина з 50 однакових жінок. Король Еоху Айрем вгадав, хто з них Етайн і вона повернулась до короля. Але потім Мідір знову прийшов до короля і заявив, що насправді він вгадав не справжню Етайн, а її дочку, що є одночасно його дочкою. А на той час король вже мав дочку від тої, кого вважав своєю дружиною. Від сорому за це кровозмішування король наказав слугам відвести дитину в глушину Сліаб Фуайт і вбити її там. Але слуги пошкодували дитину і віддали її пастухам. Потім вона виросла і стала дружиною короля Етерскела і матір'ю верховного короля Ірландії на ймення Конайре Великий. Король Еоху Айрем дуже горював з приводу втрати своєї дружини і такої долі, влаштованої йому жителями потойбічного світу — сідами. Жив він тоді в своїй фортеці Фреман Тетба. Прийшов туди Сігмал — онук Мідіра і син дочки Мідіра Ойкніа і спалив фортецю Фреймайн Тетба вбивши короля Еоху Айрема як помсту за честь свого діда.